# 岩ちゃん
岩ちゃん（いわちゃん、1979年11月27日 - ）は、日本のお笑い芸人。本名、岩原 弘幸（いわはら ひろゆき）。鳥取県鳥取市出身。鳥取県立青谷高等学校卒業。所属事務所は太田プロダクション。スクールJCA8期生。

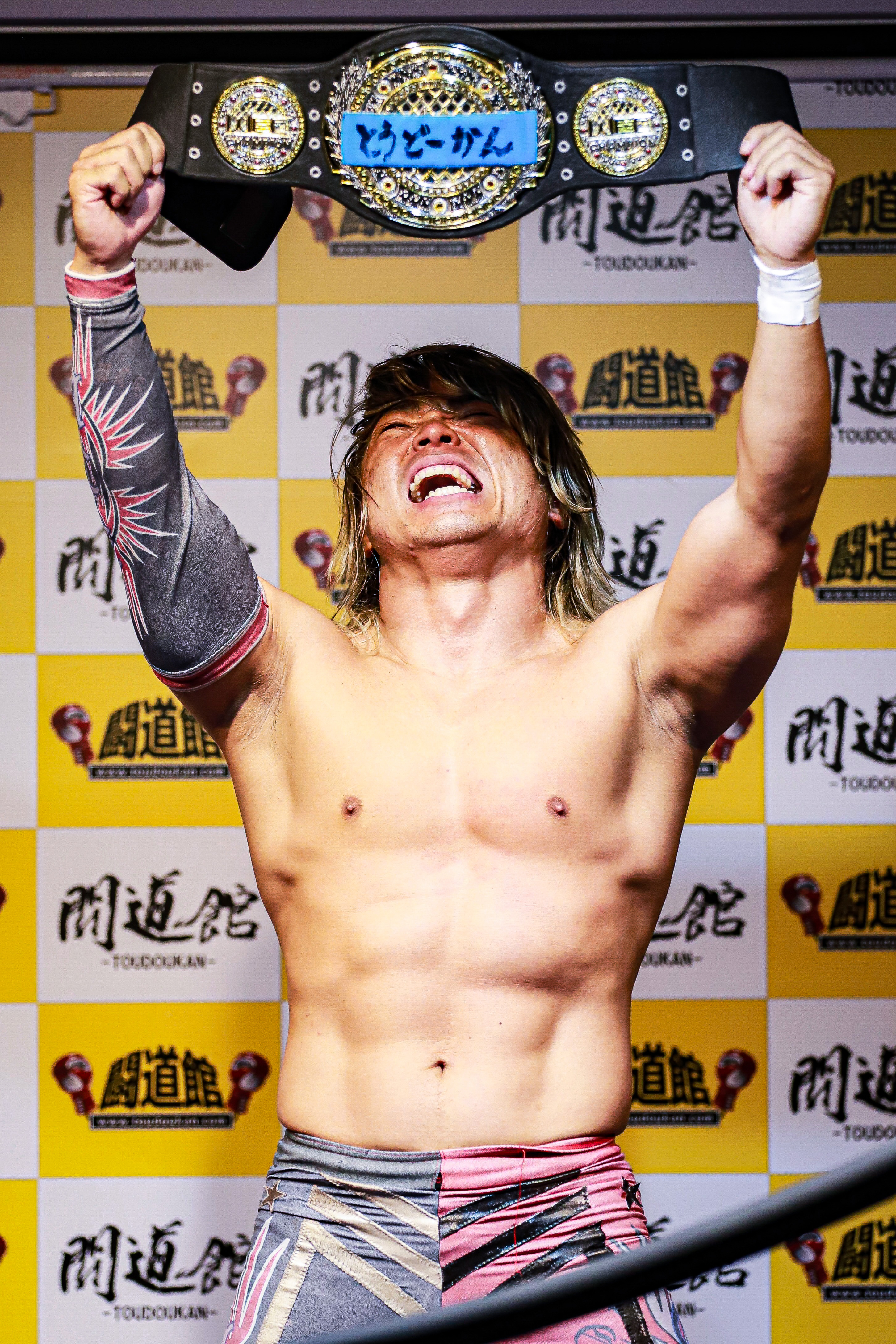
2023.07.07 SUGAMOプロレス闘道館 棚ボタ弘至選手

## 来歴

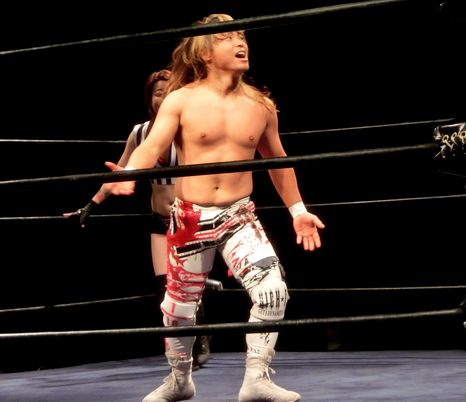
棚ボタ弘至（2015年、VKF・新木場1stRING大会にて）

- 1999年、スクールJCAへ8期生として入学。卒業後はプロダクション人力舎に所属し、ピン芸人「岩原クラブ」として活動。
- 2002年より所属事務所を辞め、役者として活動。『スチュワーデス刑事』『変装婦警の殺人事件簿』などに出演した。
- 2005年より役者を辞め、フリーで「スポ魂番長」としてピンでお笑い芸人活動開始。
- 2006年、EX銭形金太郎にジャイアンツ貧乏で出演。人気番組でブレイクするかと思いきや、さざ波も起こらす終わる。
- 2007年、太田プロダクションで野崎修三郎と共にコンビ「どてちんレンジャー」を結成。太田プロダクションに所属。
- 2008年、橋下徹大阪府知事当選ブームと共に、CXものまね王座歌合戦出演から橋下徹の顔マネでブレイク[1]。いきなり、テレビ全局の出演を果たす。
- 2008年、JRAのwebCMに初出演。
- 2008年、テレビ埼玉「出玉王伝説」レギュラー放送開始。
- 2009年、TX給与明細出演の際、バイトをサボりすぎだとblogが炎上。
- 2010年、佐々木孫悟空と自費でマレーシアへ渡航して現地で虫を食べながら生活する。
- 2011年からは棚橋弘至のオマージュキャラである「棚ボタ弘至」として西口ドアだけではなく、闘強士火プロレス、鳥取だらずプロレス、G日本プロレス、大阪プロレス、クズプロなど他団体にも出演しており、特に新日本プロレスのイベントに呼ばれるなど棚橋弘至からもお墨付きをもらっている[2]。
- 2012年に「どてちんレンジャー」を解散、現在はピン芸人「どてちん岩ちゃん」として、その傍ら「棚ボタ弘至」としても活動を開始。
- 2012年、スノーボードでの実力が認められメーカースポンサーがつき、スノーボードDVD「下克上」などにも出演。お笑い芸人界で初のスノーボードプロライダーになる。お笑い芸人も並行して活動を続けると発表。
- 2014年、タイのバンコクで開催のJapan Expoに出演。日本のプロレス文化を海外へ伝えた。
- 2015年、TOブックスから鳥取あるある本を出版。
- 2016年、BSフジ有吉ベースで開催されたP-1グランプリで即興ものまねネタで優勝[3]。初代王者になる。
- 2016年より、TCCカッサマ探検隊のレギュラー放送開始[4]。
- 2017年、新しいお笑い芸人を発掘するネイチャーセピアのコーナーから寺門ジモンをリーダーとしたネイチャー会に所属を発表[5]。
- 2018年より、宮原健斗のオマージュキャラである「宮原検討中」を開始[6]。
- 2019年、ボディビルの減量として100kmマラソンに挑戦。見事成功させる[7]。
- 2019年、JBBF山陰・鳥取県・島根県ボディビル選手権新人の部で優勝。
- 2019年、BSSラジオ山陰あるあるラジオ(仮)のレギュラー放送開始[8]。
- 2021年、くりぃむナンタラの次審査員は俺だ-1グランプリで叫んだだけで必殺技っぽく聞こえる言葉ネタで優勝[9]。初代王者になる。
- 2021年、鳥取砂丘アクティビティスポーツアンバサダー就任[10]。
- 2021年、本名の岩原弘幸でStandUpからプロレスラーデビュー。お笑い芸人も並行して活動を続けると発表。
- 2022年、飯伏幸太の飯伏プロレス研究所に所属を発表[11]。
- 2022年、HBC「知らなくて委員会」で開催された「知らなくて-1グランプリ」にお肉くんのネタで優勝[12]。3代目王者になる。
- 2023年、東京演芸協会へ所属を発表。
- 2023年、AnimeJapanでヴィンランド・サガSEASON2のドルフィン役として公式コスプレイヤーデビュー[13]。
- 2023年、アルツ磐梯でお笑い芸人として史上初の冬季オリンピックレベルと言われている20mキッカーを飛ぶ。
- 2023年、ABEMA Primeで鳥取島根問題のコメンテーターとしてデビュー。

## 人物
- スノーボードが上手く、大会に出場する程の腕前で実力が認められDVDにも出演している。雑誌でコラム連載やスノーボードの番組やイベントでMCも務めている[14]。
- プロスノーボーダーとして2017年現在、4社のスポンサーがついている[15]。
- かつて競馬の騎手を目指していて、競馬や乗馬も得意である。乗馬検定の資格も持っていて、その特技を生かしてドラマにも出演した[16]。
- NBAが好きで、わざわざ現地へ観戦へ向かう程でインターネットでNBAのコラム連載もしていた[17]。
- 地元の鳥取県と縁が深く、鳥取でレギュラーで情報番組のレポーターやイベントMCや鳥取のプロレス団体にも出演していて鳥取と東京を行き来している[16]。

## プロレスラー
- 2021年7月30日、本名・岩原弘幸でStandUp興行に出場、対土肥こうじ戦でプロレスラーデビューを果たした[18]。
- 現在は飯伏プロレス研究所と鳥取だらずプロレス所属。

## 出演番組

### テレビ
TBS
- ものまね新人ウォーズ（2010年10月4日）
- スパニチ!!
- 王様のブランチ

フジテレビ
- 金曜エンタテイメントスチュワーデス刑事
- 100人目のバカ
- SRS
- 爆笑そっくりものまね紅白歌合戦（橋下徹のモノマネで出演）

テレビ朝日
- 土曜ワイド劇場変装婦警の殺人事件簿
- 生放送はとまらない!
- 銭形金太郎
- ビートたけしのTVタックル
- お願い!ランキング（棚橋弘至のモノマネで出演）
- くりぃむナンタラ（2021年12月19日）「次の審査員は俺だ-1グランプリ」

テレビ東京
- 給与明細

CS
- 王様のブランチ
- ゲームレコードGP
- J SPORTS
- 沿線おでかけ!! プチ散歩アワー
- 有吉ベース（2016年1月- 、フジテレビONE）
- KASSAMA探検隊（2016年7月8日、鳥取中央有線放送）
- KASSAMA TV（2018年- 、鳥取中央有線放送）

### ウェブテレビ
- ぶるぺん（2017年12月20日、GYAO!）「有吉が天才と認めた太田プロの最終兵器」
- AbemaPrime（2018年10月25日、AbemaTV）

### コマーシャル
- 日本中央競馬会

## 著書
- 『鳥取あるある』（みょーちゃんと共著）、TOブックス、2015年

## エピソード
- 以前、ネットテレビでスノーボードのインストラクターをやっていた時に監禁されていた話を披露していた。
- 虫食い芸人佐々木孫悟空と親交が深く、東南アジアのジャングルに二人で虫食いの旅に出ていたこともある[19]。
- 以前から野草研究・料理をしていたのだが、岡本信人の出現により、二番煎じと呼ばれるのが悔しいという。
- 実家は旅館だったが、それ以前は遊廓だった。遊女の呪いでよく心霊体験をするという話を披露していた。また、この旅館は映画『男はつらいよ 寅次郎の告白』のロケにも使われたという[20]。